# Жук Віктор Якович
Жук Віктор Якович (7 листопада 1939 — 13 лютого 1980) — учасник афганської війни.

## Життєпис
Народився 7 листопада 1939 у с. Мала Рибиця Краснопільського району Сумської області.
У Збройних Силах СРСР з вересня 1958, у 1977 р. закінчив Військову академію ім. М. В. Фрунзе. Направлений до Афганістану в грудні 1979 заступником начальника штабу (радником) (4-й відділ представництва КДБ СРСР у Кабулі). Брав участь у 4 бойових операціях.
13 лютого 1980 під час бойового зіткнення з ворожою групою у 25 км південно-західніше Джелалабаду вміло керував діями підлеглих, виявив особисту хоробрість і мужність. У ході бою підполковник Жук В. Я. загинув.
Похований у смт Ставище Ставищанського району Київської області.

## Нагороди
- орден Бойового Червоного Прапору (посмертно)